# Pierantonio Serassi
Pierantonio Serassi (geb. 17. Februar 1721 in Bergamo; gest. am 19. Februar 1791 in Rom) war ein italienischer Schriftsteller und Literaturwissenschaftler.
Serassi entstammte einer Orgelbauerfamilie. Serassi schrieb eine Biographie über Torquato Tasso, einen Dichter der italienischen Renaissance des 16. Jahrhunderts, die wiederum zur Vorlage von Goethes Torquato Tasso wurde. Goethe kam 1788 zur Lektüre. Das war noch während seiner berühmten Italienischen Reise: Serassi ist folglich bedeutsam für die Tasso-Rezeption im 18. Jahrhundert, die sich somit nicht allein auf das rein Wissenschaftliche erstreckte. Die Tasso-Biographie ist Serassis bedeutendstes Werk. Überholt wurde sie von der Tasso-Biographie von Angelo Solerti.